# Corcoràcids
Els corcoràcids (Corcoracidae) són una família d'ocells australians que forma part de l'ordre dels passeriformes. Se n'han denominat també estrutidèids (Struthideidae). Conté només dos gèneres monotípics, ambdós endèmics d'Austràlia.

## Distribució i hàbitat
Les dues espècies viuen en hàbitats oberts d'Austràlia Oriental, sobretot en boscos d'eucaliptus i altres. Ambdues espècies toleren els hàbitats humanitzats i ocupen les terres de conreu, àrees suburbanes i encara parcs i jardins.

## Morfologia
- Les dues espècies són aus mitjanes, fent una mida de 31 cm en el cas de Struthidea cinerea, i de 47 cm en el de Corcorax melanorhamphos.
- La seva morfologia és típica de passeriformes de costums terrestres: potes llargues i ales curtes, arrodonides.
- El bec de Struthidea cinerea és curt i fort, semblant al d'un pinsà, mentre que el de Corcorax melanorhamphos és llarg i corbat, semblant al d'una gralla. Aquestes diferències en el bec reflecteixen les diferències en l'alimentació.

## Llistat de gèneres i espècies
- Gènere Corcorax.
  - Corcorax melanorhamphos - Corbina.
- Gènere Struthidea.
  - Struthidea cinerea - ocell apòstol.